# Série d'animation
Une série d'animation est une œuvre animée dont l'histoire se déroule en plusieurs parties d'une durée généralement équivalente, appelées « épisodes », et qui partagent les mêmes personnages ou thèmes.
Elle peut être télévisée, diffusée sur Internet (web-séries), sortir directement en vidéo ou au cinéma, la série étant dans ce cas constituée de courts métrages regroupés sous un titre générique (ex. Tom et Jerry, Silly Symphonies, Looney Tunes, etc.).
Les séries d'animation japonaises portent le nom d'anime.

## Télévision
Les séries d'animation ont initialement été conçues pour la télévision. Elles sont diffusées au minimum une fois par semaine, voire quotidiennement, sur une plage horaire choisie par les chaînes.
La durée de chaque épisode varie selon les séries. Les formats originaux sont de 11, 22, 42 ou 52 minutes, basés sur le modèle américain intégrant le temps de publicité sur une heure de programme. Certaines séries préscolaires ou émissions jeunesse peuvent ne pas dépasser les 5 minutes. Depuis l'arrivée des plateformes telles que Netflix et d'autres sociétés de diffusion en continu, ces durées peuvent totalement varier d'une série à l'autre, voire d'un épisode.
À l'origine, les séries d'animation étaient réservées à la comédie et l'humour absurde, visant un public d'enfants et de jeunes adultes. La première série télévisée d'animation, diffusée aux États-Unis en 1950, est Crusader Rabbit (en). Parmi les plus célèbres des années 1960, on peut citer Les Pierrafeu (1960–1966) et Les Jetson (1962–1987) des studios Hanna-Barbera, proche des sitcoms.
Elles se sont diversifiés par la suite et ont regroupé tous les genres existants, s'ouvrant à partir des années 1970 à un public adulte. La première série d'animation pour adultes identifiée est Wait Till Your Father Gets Home (en), produite en 1972 par Hanna-Barbera. On compte ainsi depuis les années 2000 autant de séries d'animation pour adultes que pour enfants[réf. nécessaire].
Les années 1980 et 1990 ont été une renaissance pour les séries télévisées d'animation. Divers réseaux de diffusion et sociétés de médias ont commencé à créer des chaînes de télévision conçues spécifiquement pour diffuser des séries d'animations et des anime. Parmi celles-ci, on peut citer :
- Cartoon Network
- Nickelodeon
- Boomerang
- Fox
- TV Tokyo
- Comedy Central
- AT-X
- Tooniverse
- TVOntario
- Canal+

## Cinéma
Parmi les séries d'animation ayant été diffusées dans des salles de cinéma, la série américaine de courts-métrages Tom et Jerry, diffusée entre 1940 et 1967 en première partie des films, est l'une des plus notables. On peut cependant trouver dès les années 1910 des séries de courts métrages telles que Colonel Heeza Liar (1913) ou Krazy Kat (1916) aux États-Unis et Les Aventures des Pieds Nickelés (1917) en France.